# Big Sky Conference

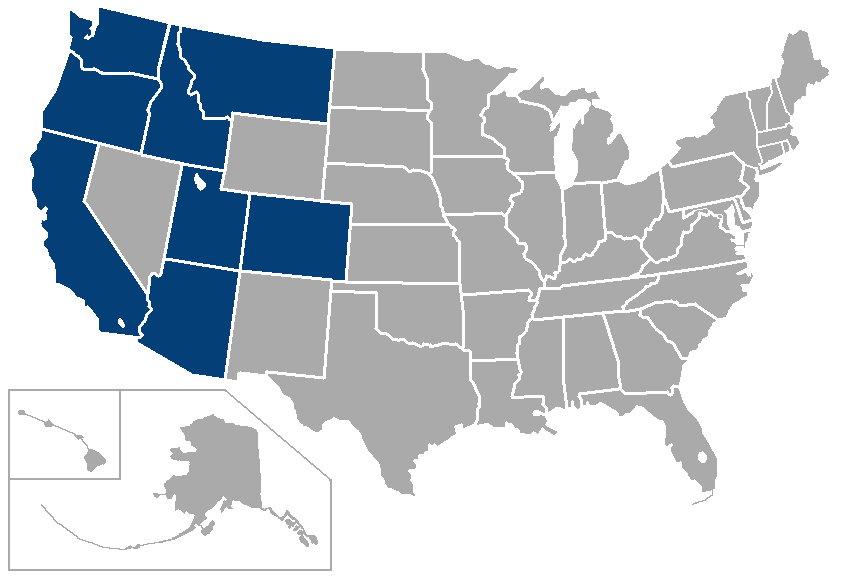
Ausdehnung der Big Sky Conference

Die Big Sky Conference ist eine aus zwölf Universitäten bestehende Liga für diverse Sportarten, die in der NCAA Division I spielen. Im College Football spielen die Teams in der Football Championship Subdivision (ehemals Division I-AA).
Die Liga wurde 1963 gegründet. Die Mitglieder befinden sich im Westen der Vereinigten Staaten. Der Hauptsitz befindet sich in Ogden im Bundesstaat Utah.

## Mitglieder
| Universität                                                | Ort                     | Teamname         | gegründet | Trägerschaft | Studenten | Beitrittsjahr |
| ---------------------------------------------------------- | ----------------------- | ---------------- | --------- | ------------ | --------- | ------------- |
| Eastern Washington University                              | Cheney, Washington      | Eagles           | 1882      | staatlich    | 12.130    | 1987          |
| University of Idaho                                        | Moscow, Idaho           | Vandals          | 1889      | staatlich    | 13.802    | 2014 1        |
| Idaho State University                                     | Pocatello, Idaho        | Bengals          | 1901      | staatlich    | 12.312    | 1963          |
| University of Montana – Missoula                           | Missoula, Montana       | Grizzlies        | 1893      | staatlich    | 13.352    | 1963          |
| Montana State University – Bozeman                         | Bozeman, Montana        | Fighting Bobcats | 1893      | staatlich    | 12.250    | 1963          |
| Northern Arizona University                                | Flagstaff, Arizona      | Lumberjacks      | 1899      | staatlich    | 18.824    | 1970          |
| University of Northern Colorado                            | Greeley, Colorado       | Bears            | 1889      | staatlich    | 12.392    | 2006          |
| Portland State University                                  | Portland, Oregon        | Vikings          | 1946      | staatlich    | 24.284    | 1996          |
| California State University, Sacramento (Sacramento State) | Sacramento, Kalifornien | Hornets          | 1947      | staatlich    | 27.972    | 1996          |
| Weber State University                                     | Ogden, Utah             | Wildcats         | 1889      | staatlich    | 18.059    | 1963          |

1 Idaho war 1963 Gründungsmitglied der Konferenz, trat jedoch 1996 aus. Die Universität nahm 2014 mit allen Sportarten wieder an der Konferenz teil, mit Ausnahme von Football, der 2018 wieder beitrat.

## Assoziierte Mitglieder
| Universität                                        | Ort                          | Teamname | gegründet | Sportart          | Main-Conference     | Trägerschaft | Studenten | Beitrittsjahr |
| -------------------------------------------------- | ---------------------------- | -------- | --------- | ----------------- | ------------------- | ------------ | --------- | ------------- |
| California Polytechnic State University (Cal Poly) | San Luis Obispo, Kalifornien | Mustangs | 1901      | American Football | Big West Conference | staatlich    | 18.722    | 2012          |
| University of California, Davis (UC Davis)         | Davis, Kalifornien           | Aggies   | 1905      | American Football | Big West Conference | staatlich    | 27.530    | 2012          |

### Zukünftiges Assoziiertes Mitglied
| Universität               | Ort                      | Teamname | gegründet | Sportart      | Main-Conference                         | Trägerschaft | Studenten | Beitrittsjahr |
| ------------------------- | ------------------------ | -------- | --------- | ------------- | --------------------------------------- | ------------ | --------- | ------------- |
| Francis Marion University | Florence, South Carolina | Patriots | 1970      | Golf (Männer) | Conference Carolinas (NCAA Division II) | staatlich    | 4.187     | 2025          |

## Spielstätten der Conference
| Universität        | Footballstadion            | Kapazität | Basketballstadion                | Kapazität             |
| ------------------ | -------------------------- | --------- | -------------------------------- | --------------------- |
| Cal Poly           | Alex G. Spanos Stadium     | 11.075    | Nur American Football            | Nur American Football |
| Eastern Washington | Roos Field                 | 8.600     | Reese Court                      | 7.000                 |
| Idaho              | Kibbie Dome                | 16.000    | Idaho Central Credit Union Arena | 4.200                 |
| Idaho State        | ICCU Dome                  | 12.000    | ICCU Dome                        | 8.000                 |
| Montana            | Washington-Grizzly Stadium | 25.203    | Dahlberg Arena                   | 7.500                 |
| Montana State      | Bobcat Stadium             | 17.500    | Worthington Arena                | 7.250                 |
| Northern Arizona   | Walkup Skydome             | 15.000    | Walkup Skydome                   | 8.000                 |
| Northern Colorado  | Nottingham Field           | 6.500     | Butler-Hancock Sports Pavilion   | 2.941                 |
| Portland State     | Hillsboro Stadium          | 7.600     | Viking Pavilion                  | 3.094                 |
| Sacramento State   | Hornet Stadium             | 21.195    | Colberg Court                    | 1.200                 |
| UC Davis           | UC Davis Health Stadium    | 10.367    | Nur American Football            | Nur American Football |
| Weber State        | Stewart Stadium            | 17.500    | Dee Events Center                | 12.000                |